# Чебану, Павел Георгиевич
Па́вел Георгиевич Чеба́ну (рум. Pavel Cebanu, 28 марта 1955, Рени, Одесская область, Украинская ССР, СССР) — советский футболист, полузащитник, ныне президент Молдавской федерации футбола.

## Карьера

### Игрока
Всю свою карьеру провёл в кишинёвском «Нистру» и был многолетним капитаном этой команды. Благодаря игре Чебану кишинёвский клуб долгое время успешно выступал в Первой лиге СССР. Чебану провёл всего 341 матч и забил 45 голов.

### Тренерская
В 1990 году стал наставником своей же бывшей команды, однако проработал недолго и в 1991 году покинул её. Долгое время тренировал малые команды Молдавии и Румынии: «Сперанца» (Ниспорены), «Олимпия» (Сату-Маре), «Амоком» (Кишинёв).

### Функционера
1 февраля 1997 года возглавил Молдавскую федерацию футбола. В 2013 году был переизбран на пост Президента Молдавской федерации футбола. Также занимает должность вице-президента комитета футбола УЕФА. В апреле 2015 года был награждён высшей государственной наградой Республики Молдова — Орден Республики.

## Награды
- Лучший футболист Молдавии за последние 50 лет.
- Мастер спорта СССР: 1984
- Кавалер ордена «Трудовая слава» [4].
- Обладатель почётного звания Om Emerit («Заслуженный человек») (2007)[6][4].
- Орден Почёта (Молдавия) (2010)[7]
- Орден Республики (Молдавия) (2015)[8]

## Личная жизнь
У Чебану есть сын Илие (Илья), футболист.